# Мараведи

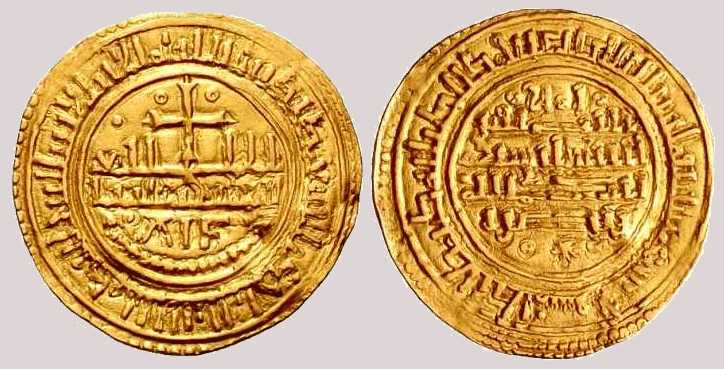
Золотой мараведи Альфонсо VIII, Королевство Кастилия, XIII в.

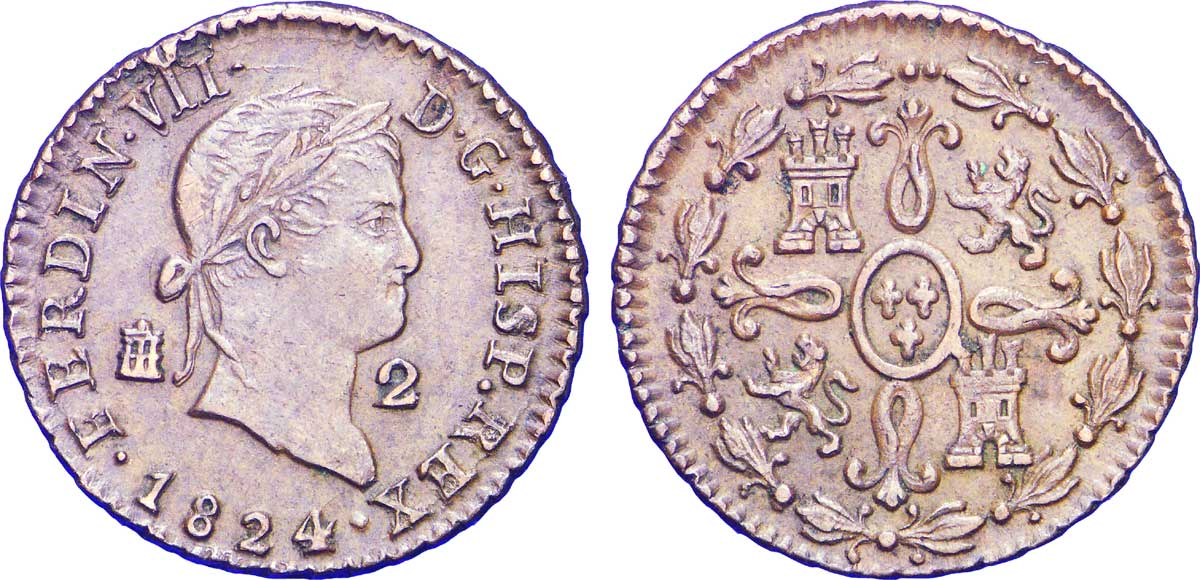
2 мараведи Фердинанда VII, медь, 1824 год

Мараведи́, также мараведи́с и мараве́д (от исп. maravedí, порт. maravedi) — португальская и испанская монета, первоначально — золотая, затем — биллонная и медная.

## История
Образцом для мараведи послужил арабский золотой динар, чеканившийся с 1087 года Альморавидами, владевшими территориями южной Испании и Португалии. Эти монеты назывались «маработино» или «альморабитино» (исп. marabotino, almorabitino).
Афонсу I, граф (1128—1139), а затем король Португалии (1139—1185), выпустил золотые мараведи 931-й пробы весом 3,9 г с изображением короля на коне, герба Португалии и надписью Moneta domini Alfonsi regis Portugalensium (монета господина Альфонса короля португальцев). Монеты этого типа продолжали чеканить короли Саншу I (1185—1212) и Афонсу II (1212—1223).
Король Кастилии Альфонсо VIII (1158—1214) чеканил золотые «маработино альфонсино», содержавшие 3,46 г золота при общем весе 3,866 г. На одной стороне монеты изображался крест и имя короля, на другой — куфическая надпись.
Король Кастилии и Леона Альфонсо X (1252—1284) начал чеканить биллонные мараведи (maravedises blancos или maravedises novenes), золотой мараведи был равен 60 «белым мараведи». В XIV—XV веках золотой мараведи превратился в счётно-денежную единицу, чеканились только биллонные мараведи. С 1474 года биллонный испанский реал был равен 34 биллонным мараведи. Медные испанские монеты в мараведи чеканились с XVI века до 1858 года.